# Chrysiptera rapanui
Chrysiptera rapanui är en fiskart som först beskrevs av Greenfield och Hensley, 1970.  Chrysiptera rapanui ingår i släktet Chrysiptera och familjen Pomacentridae. Inga underarter finns listade i Catalogue of Life.